# رحلة الدم
رحلة الدم هي عمل روائي للكاتب المصري إبراهيم عيسى.
يعود إبراهيم عيسى بعد أربع سنوات من صدور «مولانا» (القائمة القصيرة للجائزة العالمية للرواية العربية – البوكر 2013)
إبراهيم عيسى، صحفي مصري، ولد في عام 1965. وتولى رئاسة تحرير صحيفة الدستور المصرية اليومية حتّىٰ أقاله مالك الجريدة السيد البدوي في أكتوبر 2010 بسبب إصراره على نشر مقالة لمحمد البرادعي عن حرب أكتوبر.التحق بالعمل في مجلة روز اليوسف منذ أن كان طالباً في السنة الأولى من كلية الإعلام. يتولى الآن رئاسة تحرير صحيفة الدستور اليومية واسعة الانتشار في مصر، كما أنه أحد أعضاء الهيئة الاستشارية للشبكة العربية لمعلومات حقوق الإنسان. يقدم برنامج الفهرس إسبوعياً على قناة دريم الفضائية، كما كان يقدم برنامج سياسي اسمه على القهوة في نفس القناة إلى أن منعت السلطات المصرية بثه. وتتميز كتاباته باسلوب ساخر وتلقائي ثاقب وعميق في الوصف والتشبيه كما إنه سهل ممتنع يتسلل إلى قلب القارئ بمهارة وحنكة بالغة.يمكن اعتباره أكثر الصحفيين المصريين نشاطاً واحتجاجاً على ممارسات السلطة السياسية في مصر، ونتيجة لمواقفه أغلقت له ثلاث صحف كان يرأس تحريرها كما صودرت إحدى رواياته مقتل الرجل الكبير وله أيضا رواية أشباح مصرية.تم إتهامه بالسب والقذف والتحريض والإهانة والتطاول على رئيس الجمهورية هو والصحفية سحر زكي والمحامي سعيد عبد الله وذلك عندما كتبت الصحفية سحر مقالاً بجريدة الدستور تحت عنوان مواطن من وراق العرب يطالب بمحاكمة مبارك وأسرته ورد مبلغ 500 مليار جنيه قيمة القطاع العام والمعونات الخارجية. في 26 يونيو 2006 حكم عليه بالسجن لمدة عام وكفالة 10 ألاف جنيه، غير أن محكمة الاستئناف خففت الحكم إلى غرامة تصل إلى 4000 دولار. تعرض لمحاكمات من قبل أجهزة الأمن المصرية بتهمة نشر أخبار كاذبة عن صحة رئيس الجمهورية، وصدر يوم 13 سبتمبر 2007 حكم ضده بالسجن سنة، وتمت إعادة محاكمته أمام دائرة أخرى و التي أصدرت في 28 سبتمبر 2008 حكمها عليه بالحبس لمدة شهرين، وكان الحكم مشمول بوجوبية النفاذ فسلم نفسه للسلطات في نفس اليوم، ولكن الرئيس حسني مبارك أصدر قراراً جمهورياً بالعفو عنه في 6 أكتوبر 2008.

## وصلات خارجية
- صفحة رواية رحلة الدم على موقع جود ريدز